# ديماريو ماي فيلد
ديماريو ماي فيلد (بالإنجليزية: DeMario Mayfield)‏ مواليد 23 مايو 1991 في كرانيسفيل، هو لاعب كرة سلة أمريكي-عراقي. بدأ مسيرته الاحترافية في سنة 2015. يلعب مع نادي بريشتينا لكرة السلة. يبلغ طوله 6 قدم 5 بوصة (2.0 م).

## روابط خارجية
- ديماريو ماي فيلد على موقع كرة السلة الأوروبية.كوم (الإنجليزية)
- ديماريو ماي فيلد على موقع كلية كرة السلة في سبورتس رفرنس.كوم (الإنجليزية)
- ديماريو ماي فيلد على موقع ريلجم (الإنجليزية)
- ديماريو ماي فيلد على موقع بروبوليرز (الإنجليزية)